# Arthit Muenrea
Arthit Muenrea (thailändisch นายอาทิตย์ หมื่นแร่; * 29. September 2002) ist ein thailändischer Fußballspieler.

## Karriere
Arthit Muenrea stand bis August 2023 beim Drittligisten Udon United FC unter Vertrag. Mit dem Verein aus Udon Thani spielte er achtmal in der North/Eastern Region der Liga. Zu Beginn der Saison 2023/24 unterschrieb er in Lampang einen Vertrag beim Zweitligisten Lampang FC. Sein Zweitligadebüt gab Muenrea am 27. August 2023 (3. Spieltag) im Auswärtsspiel gegen den Chiangmai FC. Bei der 4:2-Niederlage stand er in der Startelf und spielte die kompletten 90 Minuten.